# Bouchalès
Ne pas confondre avec le Malbec également appelé Bouchalès en Haute-Garonne.
Le bouchalès est un cépage français de raisins rouges.

## Origine et répartition géographique
Il provient de l'Aquitaine.
Il est classé autorisé dans le Sud-Ouest. En 1988, il couvrait moins de 490 ha contre 4 973 hectares en 1958.

## Caractères ampélographiques

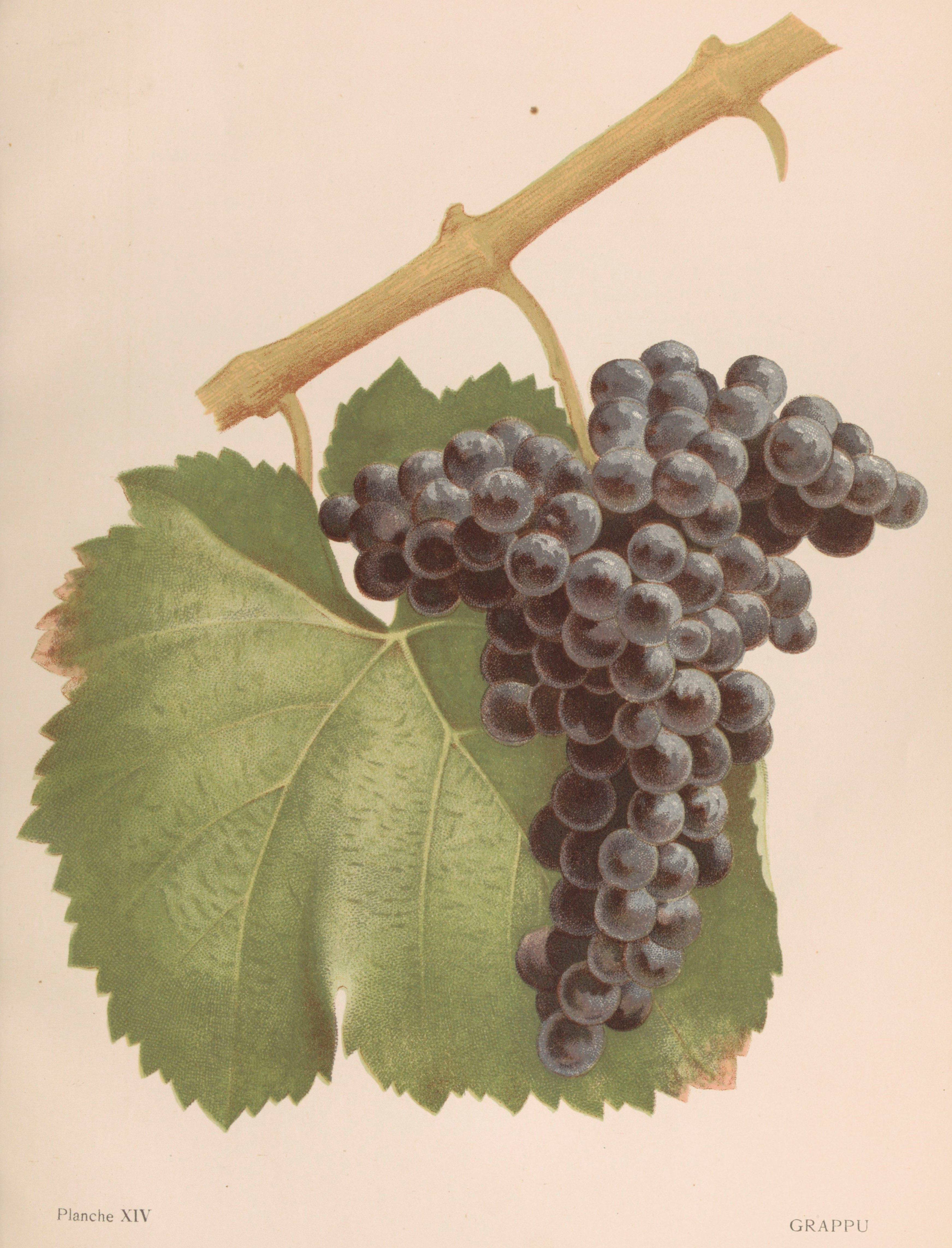
Grappe de Bouchalès (ou Grappu).

- Extrémité du jeune rameau épanoui, cotonneux.
- Jeunes feuilles duveteuses, vertes et brillantes.
- Feuilles adultes, orbiculaires, entière ou rarement à cinq lobes avec des sinus latéraux étroits, un sinus pétiolaire en lyre étroite ou à bords superposés, des dents ogivales et larges, un limbe aranéeux en dessous.

## Aptitudes culturales
Ce cépage débourre peu après le Chasselas et sa maturité est de deuxième époque tardive : 20 - 25 jours après le Chasselas.
C'est un cépage de bonne vigueur et d'une abondante productivité.

## Potentiel technologique
Les grappes sont de taille moyenne et les baies sont petites. La grappe est cylindro-conique et ailée. Le cépage est sensible au mildiou à l'oïdium au black-rot et à la pourriture grise.
Il donne un vin rouge coloré et peu alcoolique. À maturité insuffisante, le vin est plat et acide.

## Synonymes
Le bouchalès est aussi connu sous les noms de : 
- aubet
- bouchalets
- boucherès
- capbreton rouge
- cayla
- cujas
- esparbasque
- grappu
- grapput
- gros de Judith
- gros grapput
- gros marty
- gros maure
- gros mol
- jeanjean
- négrasse
- plant touzau
- picardan
- picardan noir
- piquardan
- prolongeau
- prueras
- prueyras
- queuefort
- toussan
- touzan